# Des Bleus et des tuniques
 (février 2012).
Si vous disposez d'ouvrages ou d'articles de référence ou si vous connaissez des sites web de qualité traitant du thème abordé ici, merci de compléter l'article en donnant les références utiles à sa vérifiabilité et en les liant à la section « Notes et références ».
Des Bleus et des tuniques est la dixième histoire de la série Les Tuniques bleues de Salvérius et Raoul Cauvin. Elle est publiée pour la première fois en 1971 du no 1749 au no 1757 du journal Spirou, puis en 1976 en tant que 10e album de la série. L'album contient également d'autres histoires.

## Résumé
Cet album est une succession de petites histoires plus longues que dans l'album précédent, La Grande Patrouille.
- Des Bleus et des tuniques : la première histoire est la plus longue, car elle s'étale sur plus d'une vingtaine de pages. Dans cette histoire, le sergent Chesterfield a reçu du commandant Appeltown la mission apparemment facile d'aller chercher de jeunes recrues pour les conduire au campement. Toutefois, le commandant, pensant avoir affaire à des soldats inexpérimentés, désire aussi que Chesterfield les forme en chemin. Accompagné de Blutch, Tripps, Bryan, et Plume d'Argent, Chesterfield se rend vers le convoi, et a une idée pour réussir sa mission. Il désire simuler une attaque d'Indiens en faisant appel au peuple de Plume d'Argent, les Pueblos, en paix avec les Tuniques bleues. Plume d'Argent part donc expliquer le stratagème de Chesterfield. Malheureusement, le plan de Chesterfield tournera court quand des Comanches les attaqueront, ceux-ci étant hostiles aux Tuniques bleues, et désirant s'emparer du convoi et des munitions reposant à l'intérieur. La situation se compliquera encore plus quand les Pueblos décideront de s'allier avec les Comanches, et que Tripps et Bryan seront successivement blessés…
- A malin, malin et demi : tandis que Chesterfield accueille Bryan, nouvelle recrue, un dangereux Indien s'évade. Avec son unité, Chesterfield doit aller le récupérer. Bien décidé à impressionner la galerie, Chesterfield échoue lamentablement à attraper sa proie, et se retrouve traqué par toute la tribu de l'Indien en question, se couvrant comme bien souvent de ridicule, et provoquant l'ire du commandant.
- Les bleus se mettent au vert : Noël approche, et il est de coutume, à cette période, que les Indiens et les Tuniques bleues se querellent pour obtenir l'Arbre-qui-reste-toujours-vert, un sapin énorme. C'est une bataille amicale, sans armes à feu, où Chesterfield a décidé, cette année, d'apporter un nombre important de fantassins, tout en faisant croire qu'il n'y aurait que trois hommes pour le prendre. Malheureusement, les Indiens s'avèreront être le cadet des soucis des Tuniques bleues, qui passeront une bien étrange veille de Noël...
- Tuniques bleues en liberté : le commandant a accordé une permission à bon nombre de soldats du régiment. Ceux-ci en profitent pour se rendre au saloon de Teddy Bumps, dans la ville. Le problème est que Bumps est raciste, et ne veut pas que Plume d'Argent, un Indien, entre dans son immeuble. Pour le piéger, Chesterfield fait croire qu'il est Lieutenant, et qu'il vient payer la tournée à toute la garnison. Au terme de cette soirée, les soldats réussiront à boire gratuitement, grâce à une "indiscrétion" de Blutch : celui-ci avoue à Bumps que Plume d'Argent n'a pas eu de promotion. Bumps le chasse, et est bien obligé de renoncer à son addition : Plume d'Argent avait bien prévu de payer la tournée...
- Printemps dans la prairie : à l'occasion des vingt ans de Miss Appeltown, le sergent Chesterfield et ses hommes sont envoyés en patrouille dans une zone éloignée du fort. Cette patrouille a priori relativement tranquille se compliquera quand ils apprendront la présence dans la région de bisons sauvages qui détruisent tout sur leur passage. Les soldats décident donc de s'occuper de cette histoire, et de trouver un moyen de calmer les bisons. Bryan émet très vite l'hypothèse que l'un des bisons doit être blessé, et provoque l'hystérie du troupeau. Ceux-ci convergent vers la ville de City Bow, et, pour les stopper, le sergent utilisera des bâtons de dynamite. Le pire sera évité, mais les bisons, au lieu d'aller vers la ville, iront vers un autre endroit...

## Personnages
- Sergent Chesterfield : personnage central de cet album et des histoires, Chesterfield est un homme plein d'initiative. À chaque problème, il envisage des solutions qui semblent a priori brillantes, mais qui se terminent toujours en désastre, se terminant généralement par une virulente réprimande de ses supérieurs hiérarchiques, ou par les moqueries de ses subordonnés. Si Blutch et les autres soldats sont souvent assez critiques avec le sergent, celui-ci le leur rend bien, prenant plaisir à leur infliger des punitions disproportionnées.
- Caporal Blutch : dans cet album, Blutch s'impose comme le principal détracteur du sergent. À chaque fois que ce dernier envisage d'avoir une idée, Blutch la rejette, sans même l'avoir entendue. Et, quand une idée lui semble bonne, il s'évertue alors à chercher la faille du plan, comme s'il savait d'avance que son plan allait échouer. Le côté pessimiste et sarcastique de Blutch est mis en avant dans bon nombre d'albums, ainsi qu'une certaine forme de désinvolture, quand il constate que les plans de Chesterfield échouent, et les placent dans une situation critique.
- Tripps : l'ami de Blutch et de Chesterfield accompagne les deux personnages dans bon nombre d'aventures. On le sent toutefois plus proche de Blutch que de Chesterfield, riant aux plaisanteries faites à l'encontre du sergent, mais en faisant toutefois preuve d'un peu plus de bonne volonté que Blutch face aux initiatives personnelles du sergent.
- Bryan : on apprend dans cet album que Bryan est une jeune recrue. Il comprendra très vite toutefois qui est le sergent, et fera, à l'instar du reste du régiment, preuve d'un certain scepticisme vis-à-vis des stratagèmes du sergent.
- Commandant Appeltown : le commandant est dans cet album assez critique vis-à-vis de Chesterfield. Quand il lui confie une mission, il sait d'emblée que ce sera un désastre, et a fini par acquérir la conviction que, à chaque fois que quelque chose de mal se déroule dans le camp, c'est que Chesterfield n'est pas loin. De manière générale, le commandant ne laisse donc Chesterfield que pour patrouiller, ne lui confiant qu'à titre exceptionnel des missions d'envergure. Plus le sergent est loin de Fort Bow, plus le camp a des chances de ne pas être détruit. En réalité, même éloigné, le sergent parvient à représenter une menace envers Fort Bow, réussissant par exemple à envoyer sur le campement un troupeau de bisons enragés...

## Commentaire

### Genèse
Comme pour l'album précédent, La Grande Patrouille, cet album-ci est un hommage posthume au premier dessinateur de la série, Salvérius. Il s'agit d'un recueil de petites histoires non publiées dans la série, mais uniquement dans de simples journaux. Toutefois, cette compilation n'a pas été faite de manière très chronologique. On peut s'en apercevoir à travers la qualité des dessins. Les premières planches de Salvérius sont bien plus fantaisistes que les dernières, avec des personnages minuscules et un sergent volumineux. En revanche, dans les dernières, les personnages s'affinent, et ont une taille plus proportionnée. La première nouvelle de cette compilation a donc été réalisée après plusieurs autres petites histoires du même album. Ce deuxième album clôt l'hommage fait à Salvérius. C'est pour cela qu'on peut considérer ces deux albums comme des albums à part, vu qu'ils se déroulent contre les Indiens, et non contre les Sudistes.

### Analyse

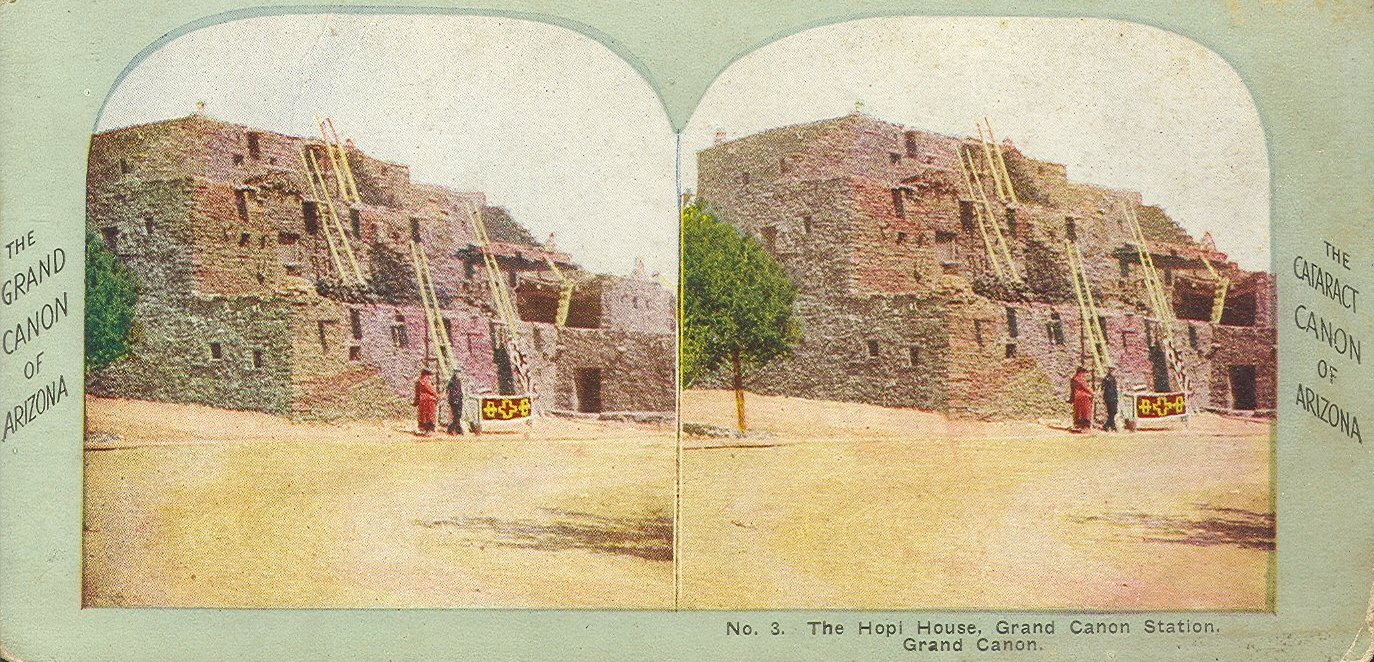
Image d'un pueblo qu'on retrouve dans cet album

Cet album développe le concept des Indiens. En effet, on a pour habitude dans les bandes dessinées de voir des Indiens vivant dans des campements avec des tipis. Dans cet album, les auteurs ont manifestement fait un effort de recherche pour montrer que certaines tribus indiennes utilisaient d'autres formes de bâtiments et d'infrastructure que le tipi. C'est notamment le cas des Pueblos, un hétéroclite peuple amérindien.